# Resolutie 163 Veiligheidsraad Verenigde Naties
Resolutie 163 van de Veiligheidsraad van de Verenigde Naties werd goedgekeurd door de Raad op 9 juni 1961. Dat gebeurde met negen stemmen voor en de twee onthoudingen, van Frankrijk en het Verenigd Koninkrijk. De resolutie vroeg Portugal de repressie in zijn kolonie Angola te stoppen.

## Achtergrond
Toen na de Tweede Wereldoorlog de dekolonisatie van Afrika op gang kwam, ontstonden ook in de Portugese koloniën op het continent onafhankelijkheidsbewegingen. In tegenstelling tot andere Europese landen voerde het dictatoriale regime dat Portugal destijds kende dertien jaar lang oorlog in Angola, Guinee-Bissau, Kaapverdië en Mozambique. Behalve in Guinee-Bissau kon het Portugese leger overal de bovenhand halen, maar de oorlog kostte handenvol geld en het land raakte internationaal geïsoleerd. Pas toen de Anjerrevolutie in 1974 een einde maakte aan de dictatuur, werden ook de koloniën als laatsten in Afrika onafhankelijk.
Begin 1961 vlamde geweld op in Portugees-West-Afrika, waarmee de Angolese strijd om onafhankelijkheid begon. De kolonisator reageerde op het geweld met een bloedige repressie.

## Inhoud
Bij de Portugese repressie in Angola waren vele doden gevallen. De situatie veroorzaakte internationale wrijving en bracht de internationale vrede en veiligheid in gevaar. Twee resoluties van de Algemene Vergadering werden in herinnering gebracht. Resolutie 1514 verklaarde dat de onderwerping en uitbuiting van volken tegen de mensenrechten is, en vroeg om hen autonomie te verlenen. Resolutie 1542 had Angola toegevoegd aan de niet-autonome territoria. De Veiligheidsraad stond ook achter resolutie 1603 van de Algemene Vergadering, die Portugal vroeg naar deze resolutie te handelen. Het land werd ook opgeroepen niet langer repressief op te treden. Gehoopt werd dat een vreedzame oplossing kon worden gevonden voor Angola.

## Verwante resoluties
- Resolutie 387 Veiligheidsraad Verenigde Naties
- Resolutie 428 Veiligheidsraad Verenigde Naties

Lijst ·  161 ·  162 ·  163 ·  164 ·  165 ·  166 ·  167 ·  168 ·  169 ·  170